# Bagrdan
Bagrdan (en serbe cyrillique : Багрдан) est un village de Serbie situé sur le territoire de la ville de Jagodina, district de Pomoravlje. Au recensement de 2011, il comptait 767 habitants.
Bagrdan est situé sur la rive gauche de la Velika Morava, à proximité de la route européenne E75.

## Démographie
| 1948  | 1953  | 1961  | 1971  | 1981  | 1991  | 2002 | 2011 |
| ----- | ----- | ----- | ----- | ----- | ----- | ---- | ---- |
| 1 300 | 1 284 | 1 306 | 1 230 | 1 105 | 1 025 | 890  | 767  |

|  |